# Solenopsidini
Solenopsidini – plemię mrówek z podrodziny Myrmicinae.
Takson ten został wprowadzony w 1893 roku przez A.H. Forela. W 2015 P.S. Ward i inni opublikowali wyniki analiz filogenetycznych na podstawie których redefiiowano to plemię. Obecnie zalicza się tu 3 opisane rodzaje:
- Adelomyrmex Emery, 1897
- Anillomyrma Emery, 1913
- Austromorium Shattuck, 2009
- Baracidris Bolton, 1981
- Bariamyrma Lattke, 1990
- Bondroitia Forel, 1911
- Cryptomyrmex Fernández, 2004
- Dolopomyrmex Cover & Deyrup, 2007
- Epelysidris Bolton, 1987
- Kempfidris Fernández, Feitosa & Lattke, 2014
- Megalomyrmex Forel, 1885
- Monomorium Mayr, 1855
- Myrmicaria Saunders, 1842
- Oxyepoecus Santschi, 1926
- Rogeria Emery, 1894
- Solenopsis Westwood, 1840
- Stegomyrmex Emery, 1912
- Syllophopsis Santschi, 1915
- Tropidomyrmex Silva, Feitosa, Brandão & Diniz, 2009
- Tyrannomyrmex Fernández, 2003